# Имперский военный музей в Даксфорде
Имперский военный музей в Даксфорде (англ. Imperial War Museum Duxford) — крупнейший в Великобритании авиационный музей, филиал Имперского военного музея.
Находится у деревни Даксфорд в 8 милях на юг от Кембриджа.  Музей (время работы: ежедневно середина марта — конец октября 10.00—18.00, конец октября — середина марта 10.00—16.00) размещается на Даксфордском аэродроме. Он виден с дороги М-11 — сразу за перекрёстком № 10, находятся гигантские ангары.
Во время Второй мировой войны Восточная Англия была базой военно—воздушных сил Великобритании и США. Плоский, незанятый ландшафт был усеян дюжинами аэродромов. Сам Даксфорд был базой Битвы за Англию, там стояли «Спитфайры», имеется реконструированный командный пост в одной из контрольных башен.
В целом музей содержит более 150 исторических самолётов, обширную коллекцию гражданских и военных самолётов, от гидроплана «Сандерленд» до «Конкорда» и бомбардировщика «Вулкан В2», который в последний раз использовался в 1982 году во время Фолклендской войны. «Спитфайры» остаются самыми популярными экспонатами у посетителей музея.
Большинство самолётов сохраняется полностью в рабочем состоянии, и их берут несколько раз в год на короткую прогулку во время Даксфордского воздушного шоу (проводится ежегодно), которое собирает тысячи зрителей. Обычно проходит четыре воздушных шоу в год.